# Hypsoides timoleon
Hypsoides timoleon är en fjärilsart som beskrevs av Charles Oberthür. Hypsoides timoleon ingår i släktet Hypsoides och familjen tandspinnare. Inga underarter finns listade i Catalogue of Life.